# عرقسوس خشن السويق
عرقسوس خشن السويق (الاسم العلمي:Glycyrrhiza aspera) هو نوع من النباتات يتبع جنس العرقسوس من الفصيلة البقولية.